# Petite Écurie
La Petite Écurie est un bâtiment qui se trouve à Versailles (Yvelines), sur la place d'Armes, en face du château, entre les avenues de Paris et de Sceaux. Constituant avec la Grande Écurie les Écuries royales de l'École de Versailles (institution faisant travailler un millier de personnes sous Louis XIV), elle a été construite sous la direction de l'architecte Jules Hardouin-Mansart et achevée en 1681. 
Elle abrite aujourd'hui l'École nationale supérieure d’architecture de Versailles et les ateliers du centre de recherche et de restauration des musées de France.

## Histoire

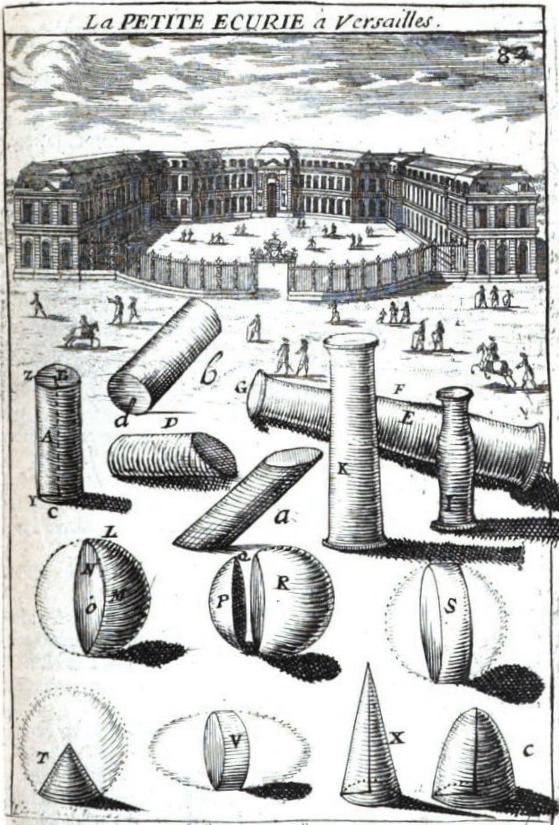
Planche de La Géométrie pratique (1702) de Manesson Mallet, maître de mathématiques des pages de la Petite Écurie.

L'école de Versailles était composée de la Petite et de la Grande Écuries. 
Identique à la Grande Écurie, dont elle est séparée par l’avenue de Paris, sous l'Ancien Régime, la Petite Écurie se trouvait sous les ordres du Premier écuyer et abritait notamment l'école des pages du roi en la Petite Écurie, qui était réservée à la noblesse ancienne, ceux qui y étaient admis pour y être élevés devaient prouver leur noblesse depuis au moins l'an 1550. La réception comme page du roi en sa Grande Écurie ou sa Petite Écurie était, pour une famille, un honneur qui venait juste après celui des Honneurs de la Cour. La Petite Écurie assurait principalement le soin des montures servant à l'ordinaire, des chevaux d'attelage et des voitures ainsi que des véhicules de fantaisie, traîneaux des gondoles. 

### Maréchalerie
De 1683 à 1685, La Maréchalerie fut construite derrière la Petite Écurie. Cet établissement complète les activités de deux écuries. Elle remplace la modeste écurie du Roi qui devient dès lors écurie de la Reine.

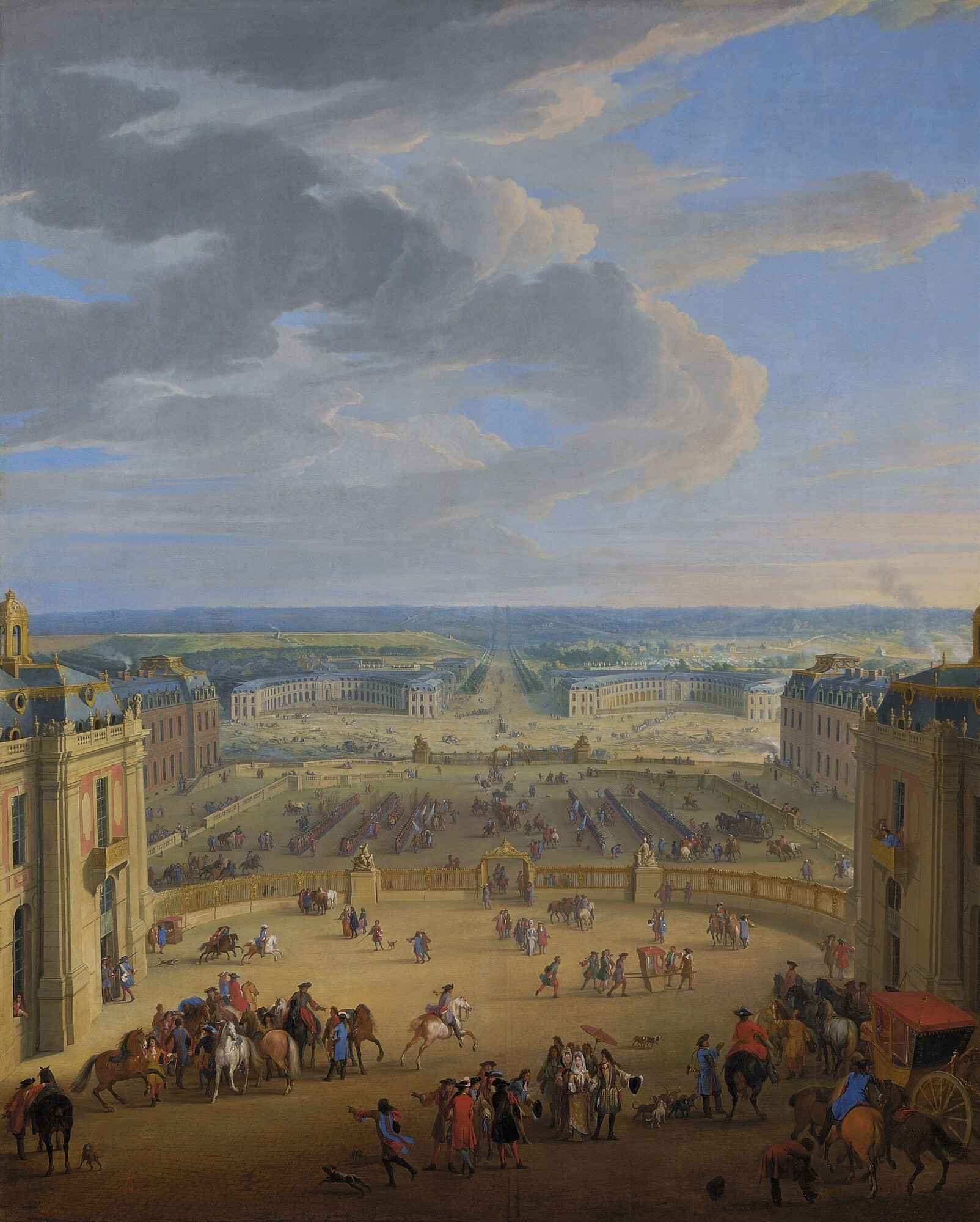
Vue en perspective de la Petite et de la Grande Écurie depuis la place d'Armes en 1688.
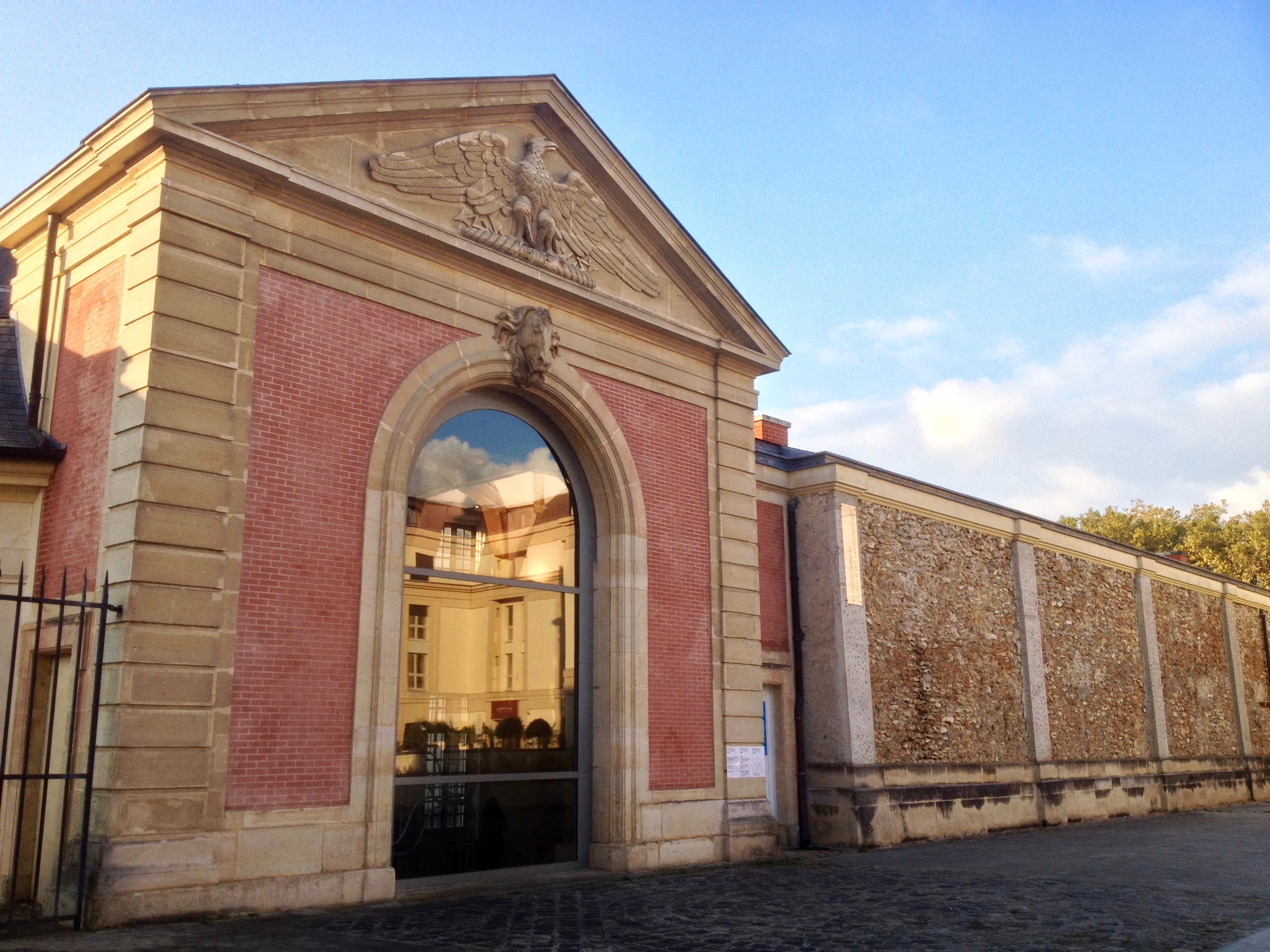
La Maréchalerie.
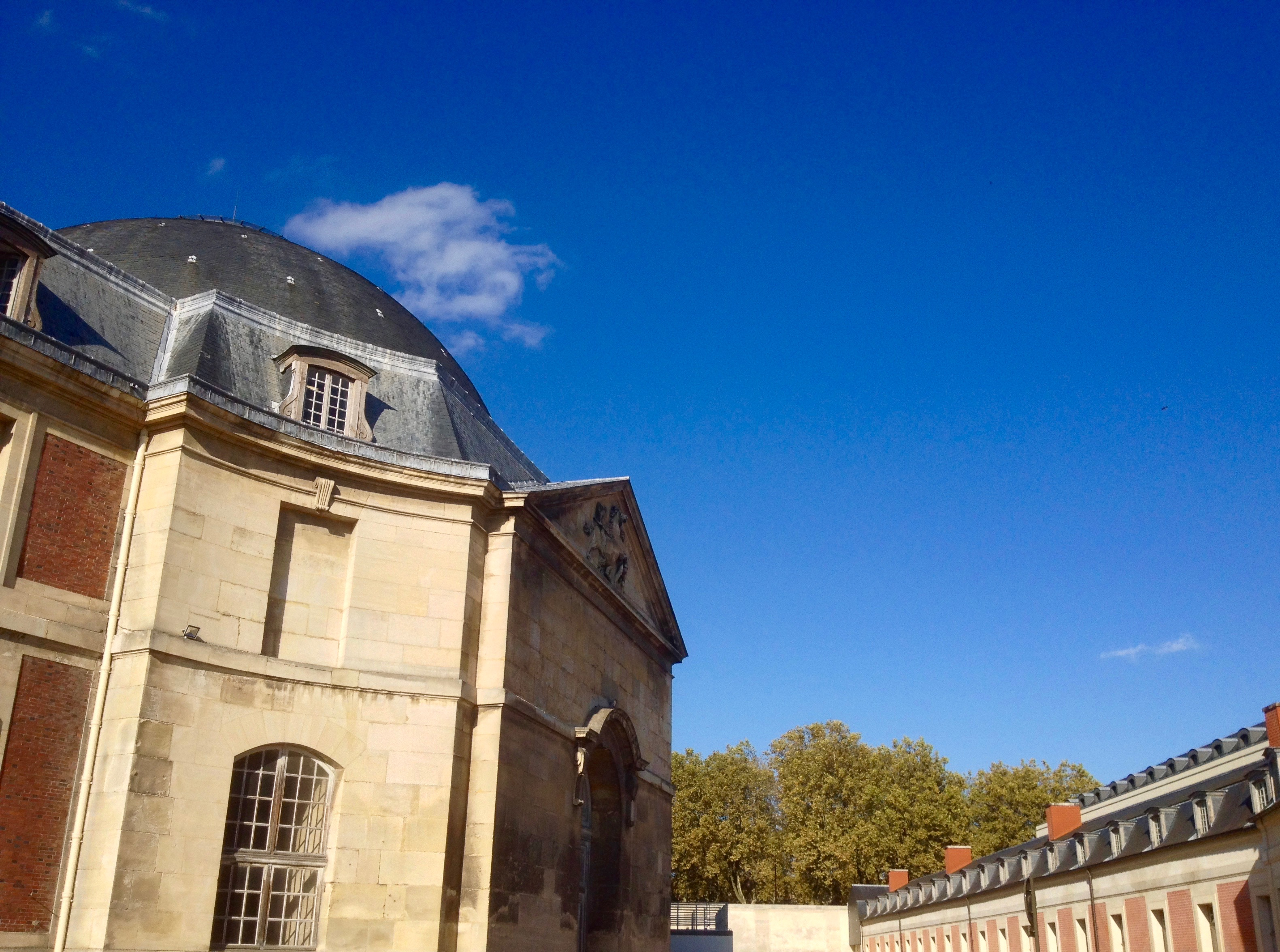
La Petite écurie et la Maréchalerie.

### XXeetXXIesiècles
Par arrêté du 16 septembre 1929, la Petite Écurie, dans son intégralité, fait l'objet d'un classement au titre des monuments historiques.
De 1935 à 1939, elle fut le casernement de l'École de l'air, avec la base aérienne 134 Versailles.
À l'été 1940, sous l'Occupation, la Wehrmacht s'y installe.
Depuis 1969, elle abrite l’École nationale supérieure d’architecture de Versailles.
Entre 1970 et 1973, une gypsothèque, collection de moulages d'après l'Antique du musée du Louve commence à s'y installer.
En 1988, La Maréchalerie fait l'objet d'un classement au titre des monuments historiques.
Depuis 1999, elle abrite également les ateliers de restauration du centre de recherche et de restauration des musées de France.

#### La Maréchalerie, centre d'art contemporain
En 2004, La Maréchalerie est devenue un centre d'art contemporain de l'École nationale supérieure d’architecture de Versailles. Il organise plusieurs expositions par an.

#### Galerie des Sculptures et des Moulages
Depuis 2012, la Petite Écurie présente au public une gypsothèque renfermant une collection d'environ 5 000 sculptures et moulages d'après l'antique (surtout romain, puisque ce n'est seulement qu'au XVIIIe siècle que les archéologues s'intéressent de façon poussée à la Grèce). Il s'agit de la collection de moulage du musée du Louvre, de l'École des Beaux-Arts et de l'Institut d'art et d'archéologie de la Sorbonne. Sous la direction de Louis XIV, Jean-Baptiste Colbert avait en effet imposé aux pensionnaires de l'Académie de France à Rome de copier des pièces anciennes afin qu'elles servent d'inspiration aux sculpteurs de Versailles. Ces moulages furent, dans les années 1930, exposés au Louvre, sur les paliers de l'escalier de La Victoire de Samothrace ; de nos jours, il est inconcevable qu'un musée présente sur un pied d'égalité des originaux et des moulages. Les plâtres venant des Beaux-arts, en partie saccagés en mai 68, ont gardé les graffitis d'époque, les autorités ayant considéré qu'ils faisaient désormais partie de l'histoire des œuvres. La gypsothèque de la Petite Écurie en tant que telle a été aménagée dans les années 1970 mais était jusque-là fermée au public.
Depuis 2008, dans le cadre de la campagne de sauvetage des sculptures du Château, plusieurs statues sont abritées dans la Galerie des Sculptures et remplacées par des copies :
- la statue de Latone du bassin de Latone (2015)
- les groupes des sculptures au bosquet des bains d'Apollon (2010)

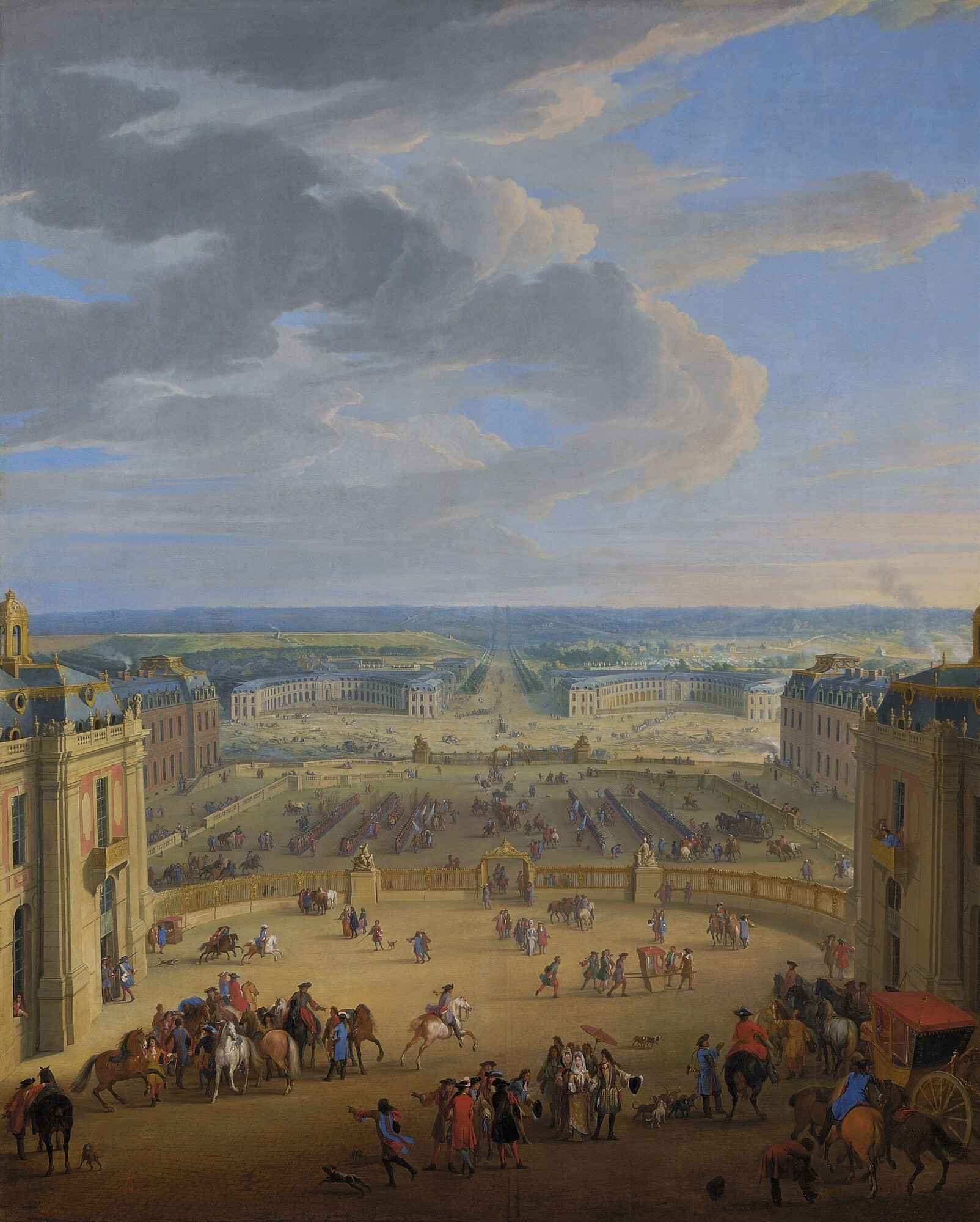
Vue perspective de la Petite et de la Grande Écurie depuis la place d'Armes en 1688.
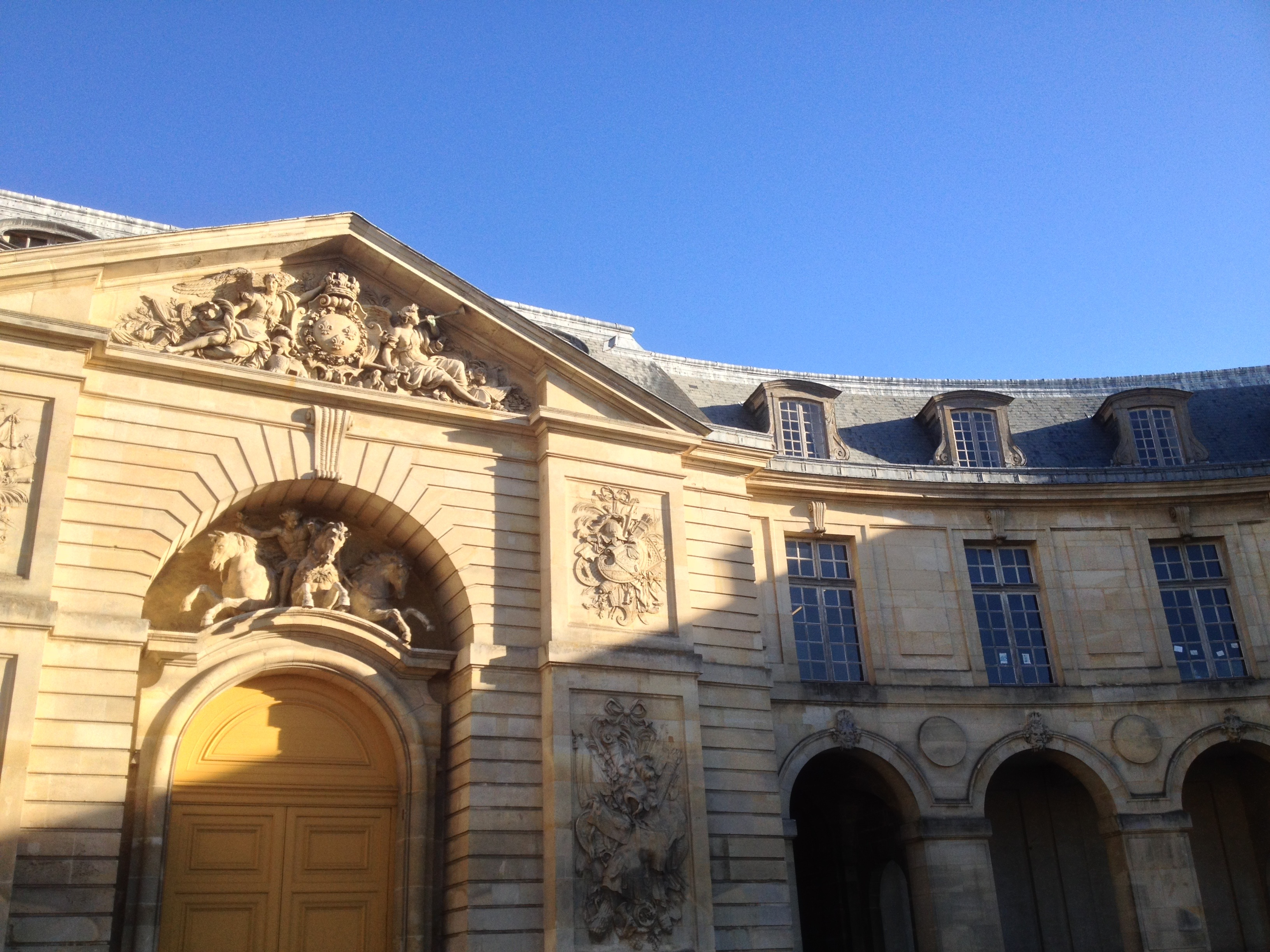
La façade de la Petite Écurie, entrée de la Galerie des sculptures.
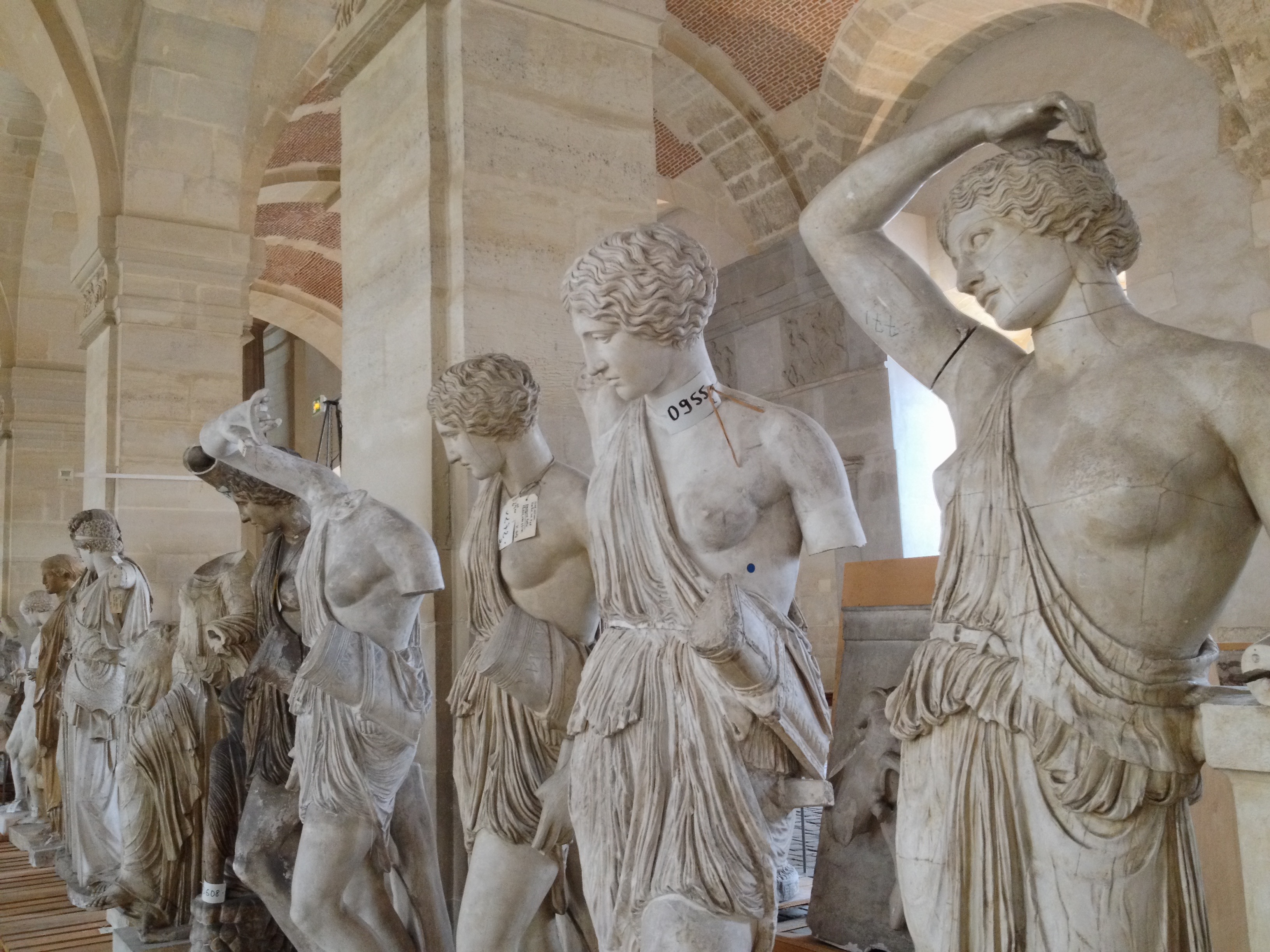
La Galerie des Sculptures et des Moulages.
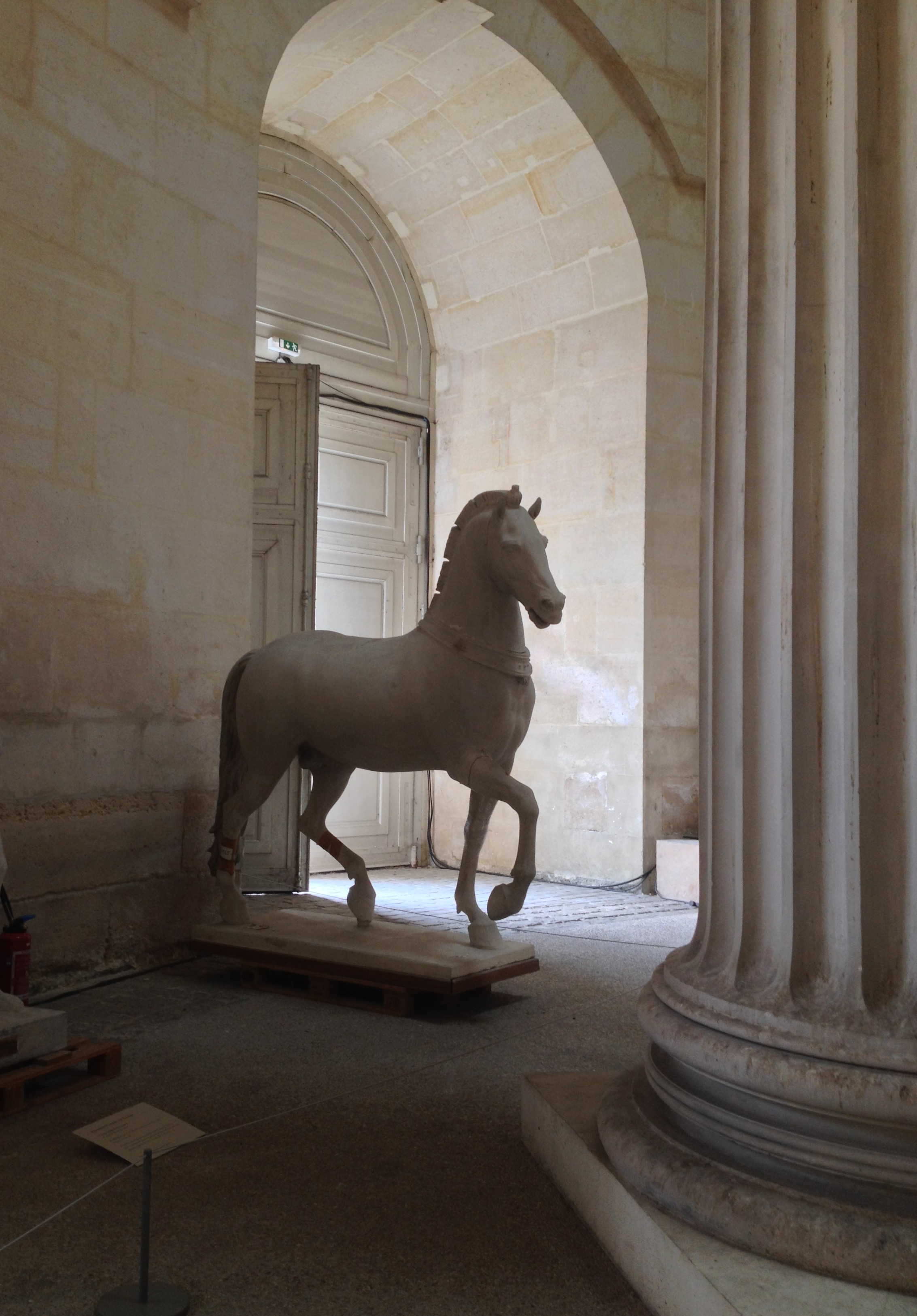
La Galerie des Sculptures et des Moulages, au pied de la rotonde.
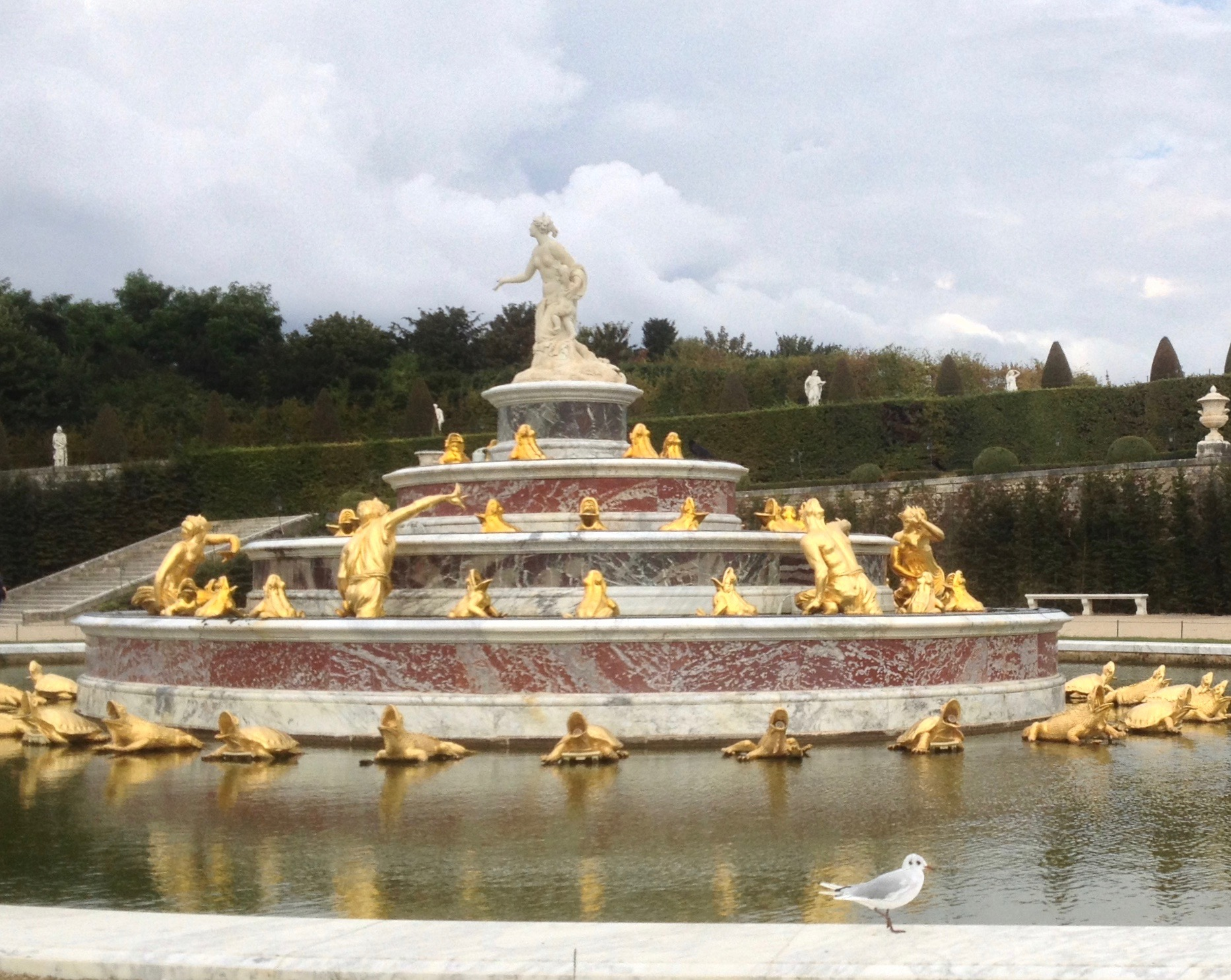
Le Bassin de Latone.
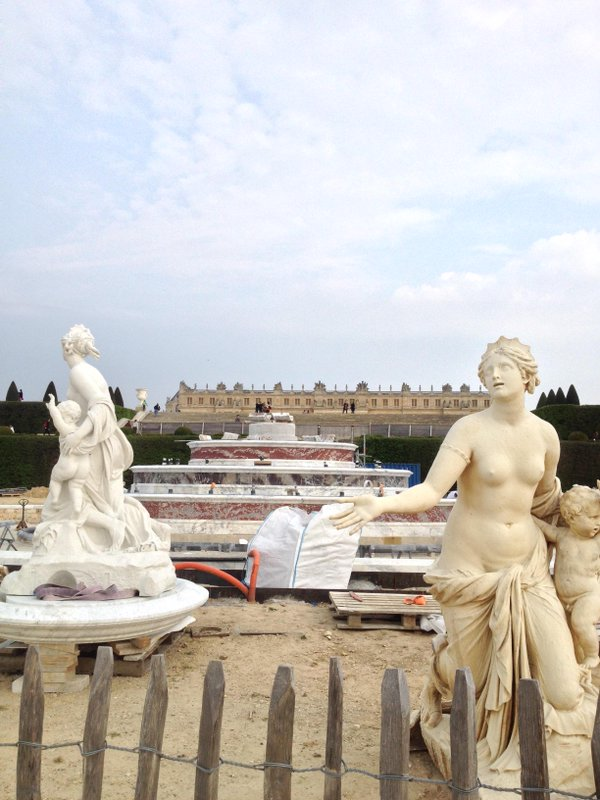
Copie de la statue de Latone en travaux
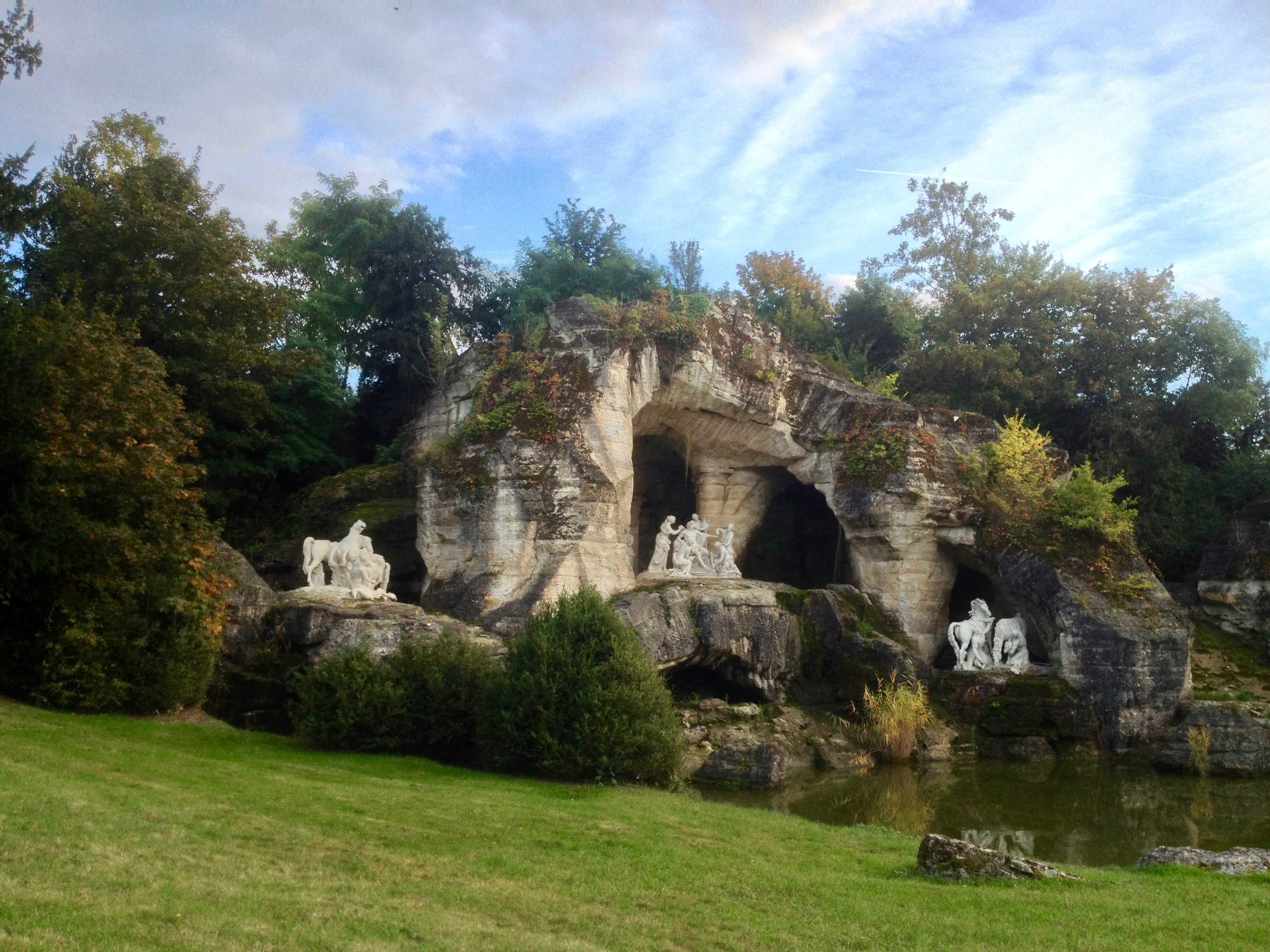
Le Bosquet des bains d'Apollon.

## Architecture
- Les bâtiments s’organisent autour de cinq cours :
  - la Grande cour bordée d’une colonnade en hémicycle et de deux ailes symétriques
  - les deux cours moyennes encadrées à l’arrière
  - les deux petites cours latérales dites « cours du fumier[9] »
- Derrière le grand portail, il y avait un manège circulaire sous une grande rotonde.
- Les galeries sont simples à la Grande Écurie tandis que la Petite Écurie a des double galeries séparées par les colonnades.
- Les plafonds des galeries sont voûtés.
- Les murs visibles du château sont en pierre, les autres moins visibles sont de brique rouge avec parement de pierre.
- Les croisées sont rectangulaires à l’étage et il y a des lucarnes aux combles.
- Les sculptures sont présentées au fronton, au tympan et aux piédroits du grand portail.
- Les entrées latérales donnent sur l’avenue de Paris.